# Московська декларація 1943 року
Московська декларація  або Декларація чотирьох держав з питання всезагальної безпеки — документ, який був ухвалений 30 жовтня 1943 року після проведення Московської конференції (19-30 жовтня 1943 року) між США, СРСР, Великою Британією та Китаєм у Москві. Стосувався багатьох різних аспектів політичного та правового характеру. У певній мірі став передумовою для майбутнього Нюрнберзького трибуналу, оскільки виступив декларацією майбутньої відповідальності Німеччини та Японії за міжнародні злочини.

## Текст декларації
Декларація чотирьох держав з питання всезагальної безпеки
Уряди Сполучених Штатів Америки, Великої Британії, Радянського Союзу та Китаю, об'єднані у своїй рішучості відповідно до Декларації Об'єднаних Націй від 1 січня 1942 року та з наступними деклараціями, продовжувати військові дії проти тих держав осі, з якими вони відповідно перебувають у стані війни, доки ці держави не складуть своєї зброї на основі беззастережної капітуляції;
усвідомлюючи свою відповідальність у справі забезпечення звільнення самих себе і союзних із нею народів від загрози агресії;
визнаючи необхідність забезпечення швидкого та організованого переходу від війни до миру та встановлення та підтримки міжнародного миру та безпеки за найменшої втрати світових людських та економічних ресурсів для озброєнь;
спільно заявляють:
1. Що їх спільні дії, спрямовані на ведення війни проти їхніх відповідних ворогів, будуть продовжені для організації та підтримки миру та безпеки.
2. Що ті з них, які перебувають у війні із спільними ворогами, діятимуть спільно у всіх питаннях, що стосуються капітуляції та роззброєння цих відповідних ворогів.
3. Що вони вживатимуть усіх тих заходів, які вони вважають за необхідне, проти будь-якого порушення умов, пред'явлених супротивникам.
4. Що вони визнають необхідність заснування у найменш короткий термін загальної Міжнародної Організації для підтримки міжнародного миру та безпеки, заснованої на принципі суверенної рівності всіх миролюбних держав, членами якої можуть бути всі такі держави — великі та малі.
5. Що вони будуть консультуватися один з одним і, в міру того, як цього вимагатимуть обставини, з іншими членами Об'єднаних Націй, маючи на увазі спільні дії в інтересах спільноти націй з метою підтримки міжнародного миру та безпеки, доки не буде відновлено закон і порядок і доки не буде встановлена система загальної безпеки.
6. Що після закінчення війни вони не будуть застосовувати свої збройні сили на території інших держав, крім як після спільної консультації та для цілей, передбачених у цій декларації.
7. Що вони будуть радитись і співпрацювати один з одним та з іншими членами Об'єднаних Націй, з метою досягнення загальної угоди щодо регулювання озброєнь у післявоєнний період.